# 褚璆
褚璆，字伯玉，唐朝杭州人。
根据史料不同，他是褚遂良或褚遂贤的曾孙。父褚兼艺。褚璆为神龙二年才应管乐科进士，先天年间，受诏书持节总督诸将，击败围攻北庭的后突厥汗国。迁任侍御史，拜礼部员外郎。开元五年时担任吏部员外郎，受命处理吏部积压工作，负责四个道。开元二年的彭城刘行实墓志是褚璆撰写的。